# Amaesia Sentia
Amaesia Sentia est mentionnée par Valère Maxime comme un exemple de femme qui plaide sa propre cause devant un préteur, vers 77 avant notre ère,,. On l'appelait « androgyne », parce qu'elle avait «l'esprit d'un homme avec une forme féminine»,. Un cratère sur l'astéroïde 4 Vesta est nommé Sentia en son honneur.